# اضطرابات الكهرل
اضطراب الكهرل (بالإنجليزية: Electrolyte imbalance) أو اضطراب كهرل الماء هو اختلال في تركيز الكهرل في الجسم. تلعب الكهارل دورًا حيويًا في المحافظة على استتباب الجسم. تساهم في تنظيم الوظائف القلبية والعصبية، وتوازن السوائل، ونقل الأكسجين، والتوازن الحمضي القلوي، والكثير أيضًا. يمكن أن تتطور اضطرابات الكهرل من استهلاك فائض أو ناقص للكهرل أو من إخراج فائض أو ناقص للكهرل.
تشترك اضطرابات الكهرل في العديد من العمليات المرضية، وتعد جزءًا مهمًا عند تدبير المريض في الطب. تختلف الأسباب، والشدة، والعلاج، ونتائج هذه الاضطرابات بشكل واسع تبعًا للكهرل المعني. تتضمن اضطرابات الكهرل الأكثر جدية اختلالات في مستويات الصوديوم، والبوتاسيوم، والكالسيوم. تكون اضطرابات الكهرل الأخرى أقل شيوعًا وتحدث بالتزامن مع تغيرات الكهرل الرئيسية. تعد الكلية العضو الأكثر أهمية في المحافظة على توازن الكهرل والسوائل المناسبين، ولكن هنالك عوامل أخرى تعلب دورًا مثل التغيرات الهرمونية والضغوط النفسية. يمكن أن يتسبب استخدام الملينات المزمن أو الإسهال والتقيؤ الشديدين (الالتهابات المعدية المعوية) باضطرابات الكهرل المترافقة مع تجفاف. يملك الأشخاص الذين يعانون من نهام عصبي أو فقدان الشهية العصابي خطرًا عاليًا خاصًا لاضطرابات الكهرل. في أسوأ الحالات، يمكن أن يؤدي اضطراب الكهرل إلى الموت بقصور القلب إذا لم يعالج بالطريقة والوقت المناسبين، كما يمكن مشاهدته في متلازمة إعادة التغذية.

## الوظيفة العامة
تأتي أهمية الكهارل من كونها ما تستخدمه الخلايا (خاصة الخلايا العصبية، والقلبية، والعضلية) للمحافظة على الفولتية عبر أغشيتها الخلوية (جهد الفعل) ولنقل النبضات الكهربائية (النبضات العصبية، والتقلصات العضلية) عبر الخلية نفسها وللخلايا الأخرى. تعمل الكليتان على المحافظة على تراكيز الكهرل ثابتة في الدم على الرغم من التغييرات في الجسم. على سبيل المثال، أثناء التمارين العنيفة، تُفقد الكهارل في التعرق، وخاصة على شكل صوديوم وبوتاسيوم. تستطيع الكلية أيضًا توليد بول مخفف للمحافظة على توازن مستويات الصوديوم. يجب أن تُبدل هذه الكهارل للمحافظة على تراكيز الكهارل ثابتة في الدم. يعد نقص الصوديوم أشيع نوع مشاهد من اضطرابات الكهرل.
يعتمد علاج اضطراب الكهرل على الكهرل المعني وفيما إذا كانت مستوياته عالية جدًا أو منخفضة جدًا. قد تختلف ضراوة العلاج واختياره حسب شدة الاضطراب. إذا كانت مستويات الكهرل منخفضة جدًا، فقد يكون التعامل الأشيع مع اضطراب التوازن هو وصف المكملات. على أي حال، إذا كان الكهرل المعني هو الصوديوم، فالمشكلة لا تكون نقصًا في الصوديوم، بل فرط ماء، مما يتسبب بالاضطراب. قد تصحح المكملات عند هؤلاء الأشخاص اضطراب الكهرل ولكن على حساب سعة الحمل المفرط، والذي قد يكون خطيرًا خاصةً عند الولدان. ونظرًا إلى اختلاف تأثير اضطراب الكهرل عند كل فرد، فيجب النظر به منفصلًا عند مناقشة الأسباب، والعلاج، والاختلاطات.

## الصوديوم
يعتمد الصوديوم واستتبابه في الجسم البشري كثيرًا على السوائل. يكون 60% من الجسم البشري سوائل تقريبًا، النسبة التي تعرف بمجموع مياه الجسم. يمكن تقسيم مياه الجسم إلى حيزين يدعيان السائل خارج الخلوي (إي إس إف) والسوائل داخل الجسم (آي إس إف). يبقى معظم صوديوم الجسم في الحيز خارج الخلوي. يتألف هذا الحيز من السوائل المحيطة بالخلايا والسوائل داخل الأوعية الدموية. يكون تركيز الصوديوم في إي إس إف نحو 140 mEq/L. نظرًا لكون الغشاء الخلوي نفوذًا للماء وليس للصوديوم، فتكون حركة الماء عبر الغشاء هي المؤثرة على تركيز الصوديوم في الدم. فيمثل الصوديوم قوة تسحب الماء عبر الأغشية، فيتحرك الماء من أماكن تركيز الصوديوم المنخفضة إلى أماكن تركيز الصوديوم المرتفعة. يحدث هذا خلال عملية تسمى الأسموزية. عند تقييم اضطرابات الصوديوم، يجب الأخذ بالحسبان كلًا من مجموع مياه الجسم والصوديوم الكلي.

### فرط صوديوم الجسم
يعني فرط الصوديوم أن تراكيز الصوديوم في الدم مرتفعة جدًا. يُعتبر الشخص لديه ارتفاع صوديوم عندما تكون مستويات الصوديوم فوق 145 mEq/L. لا يشيع حدوث فرط الصوديوم عند الأفراد الذين لا توجد عندهم مخاوف صحية. يعاني معظم أفراد الاضطراب من فقدان ماء بسبب الإسهال، أو تبدل في شعور العطش، أو عدم قدرة الكلية على إنتاج بول مكثف، أو زيادة الملح الممتص.

#### الأسباب
توجد ثلاثة أنماط لفرط الصوديوم يكون لكل واحد منها أسبابه. النمط الأول هوالتجفاف المترافق مع انخفاص مستويات صوديوم الجسم. يكون السبب الأشيع له ضربة الحر، والحروق، والتعرق المفرط، والإقياء، والإسهال. الثاني هو انخفاض مجموع مياه الجسم مع مستويات طبيعية من صوديوم الجسم. يمكن أن يحدث بسبب مرض السكري الكاذب، وأمراض الكلية، وقصور الغدة النخامية، وفقر الدم المنجلي، وأدوية معينة. الثالث هو زيادة في صوديوم الجسم الكلي يحدث بسبب النتاول الزائد، أو داء كون (ألدوستيرونية أولية)، أو متلازمة كوشينغ.

#### الأعراض
قد تختلف أعراض فرط الصوديوم تبعًا للنمط ومدى سرعة تطور اضطراب الكهرل. الأعراض الشائعة هي التجفاف، والغثيان، والإقياء، والتعب، والضعف، وزيادة الشعور بالعطش، وزيادة التبول. قد يكون المرضى يتناولون أدوية هي المسببة بفرط البوتاسيوم مثل مدرات البول والأدوية اللاستيروئيدية المضادة للالتهاب. قد لا تكون هنالك أعراض واضحة على الإطلاق عند بعض المرضى.

#### العلاج
يكون ضروريًا في البداية تقييم استقرار المريض. في حال وجود أي علامات للصدمة مثل تسرع القلب أو انخفاض ضغط الدم، فيجب معالجتهم حالًا بتسريب وريدي لمحلول ملحي. وعندما يستقر المريض، يكون من المهم تحديد السبب الباطن لفرط البوتاسيوم لأنه قد يؤثر على خطة العلاج. تكون الخطوة الأخيرة في العلاج حساب النقص في السوائل الحرة، وتعويضها بمعدل ثابت باستخدام مزيج من السوال الفموية أو الوريدية. يختلف معدل تعويض السوائل تبعًا للمدة التي حصل فيها فرط بوتاسيوم. قد يتسبب خفض البوتاسيوم السريع بوذمة دماغية.

### نقص صوديوم الدم
يعني نقص صوديوم الدم أن تراكيز الصوديوم في الدم منخفضة جدًا. يُعرف عادة على أنه تركيز صوديوم أقل من 135 mEq/L. قد يشير هذا الاضطراب الشائع نسبيًا إلى وجود عملية مرضية، ولكن في إطار المشفى غالبًا ما يكون بسبب إعطاء السوائل ناقصة التوتر. يعاني غالبية مرضى المشافي من نقص صودديوم متوسط فقط، إذ تكون مستوياته فوق 130 mEq/L. يعاني فقط 1-4% من المرضى من مستويات أقل من 130 mEq/L.

#### الأسباب
توجد أسباب عديدة لنقص صوديوم الدم تشمل قصور القلب، أمراض الكلية المزمنة، وأمراض الكبد، والمعالجة بالمدرات الثيازيدية، وعطاش نفسي المنشأ، ومتلازمة الإفراز غير الملائم للهرمون المضاد لإدرار البول. يمكن أن يُشاهد أيضًا في الحالات التالية للعمل الجراحي وفي إطار التسمم المائي وكذلك في التمارين العنيفة. الأسباب الشائعة عند المرضى الأطفال هي الاضطرابات المسهّلة، والتغذية المتكررة بأغذية مخففة، التسمم المائي خلال الاستهلاك المفرط، والحقنة الشرجية.
نقص الصوديوم الكاذب (نقص الصوديوم سوي التوتر) هو قراءة لنقص الصوديوم خاطئة قد يكون بسبب مستويات مرتفعة من الشحم أو البروتين في الدم. قد يحدث نقص الصوديوم المخفف عند مرضى السكري بسبب سحب مستويات السكر المرتفعة للماء إلى داخل مجرى الدم متسببة بنقص تركيز الصوديوم. يعتمد تشخيص سبب نقص صوديوم على ثلاثة عوامل: الحالة الحجمية، وأسمولالية البلازما، ومستويات الصوديوم وأسمولالية البول.

#### الأعراض
لا تظهرأعراض عند العديد من الأفراد المصابين بنقص صوديوم منخفض. ترتبط شدة الأعراض مباشرة بشدة نقص الصوديوم وسرعة البداية. تتضمن الأعراض العامة فقدان شهية، وغثيان، وإقياء، وتخليط، وهياج، وضعف. تتضمن الأعراض المقلقة أكثر الجهاز العصبي المركزي وتشمل نوب، وغيبوبة، وموت بسبب فتق الدماغ. لا تحدث هذه عادة حتى ينخفض البوتاسيوم تحت 120 <Eq/L.

#### العلاج
يتحدد العلاج المناسب حسب شدة الأعراض، ووقت الوقوع، والحالة الحجمية، وتركيز الصوديوم. يُعالج المريض مباشرة بمحلول ملحي مرتفع التوتر عندما تكون مستويات الصوديوم تحت 120 mEq/L، أو عند وجود من أعراض عصبية شديدة، أو في البداية السريعة. في الحالات غير الإسعافية، يكون من المهم تصحيح الصوديوم ببطء للتقليل من خطر متلازمة تحلل الميالين التناضحية. تعتمد طريقة التصحيح على السبب الباطن للاضطراب. إذا كان لدى المريض مجموع مياه الجسم منخفض وصوديوم منخفض فيُعطى نموذجيًا سائل وريدي يدعى المحلول الملحي العادي. إذ كان لدى المريض مجموع مياه الجسم مرتفع بسبب قصور القلب أو قصور الكلية، فيمكن وضعه على تقييد السوائل والملح أو علاجه بمدر بولي عروي. إذا كان لدى المريض مستويات طبيعية من مجموع مياه الجسم، فيوضعوا على تقييد السوائل فقط.